# Don't Think Twice, It's All Right
Pistes de The Freewheelin' Bob Dylan
A Hard Rain's a-Gonna Fall Bob Dylan's Dream
Don't Think Twice, It's All Right est une chanson de Bob Dylan, écrite en 1962 et parue sur l'album The Freewheelin' Bob Dylan. Dylan la présenta comme « une affirmation selon laquelle on peut se dire à soi-même de mieux se sentir [...] comme si on se parlait à soi-même ».
Cette chanson est basée sur une mélodie que Dylan avait apprise du chanteur folk Paul Clayton. Deux lignes des paroles sont également tirées de la chanson Who's Goin' to Buy You Ribbons When I'm Gone de Clayton, écrite en 1960, deux ans avant que Dylan n'écrive Don't Think Twice, It's All Right : « T'ain't no use to sit and wonder why, darlin' » et « So I'm walkin' down that long, lonesome road ». Sur la première version de la chanson (celle de l'album), ce dernier vers est remplacé par « I'm a-thinkin' and a-wonderin', walkin' down the road ». Ces paroles furent modifiées dans les versions ultérieures et les reprises.
La version de l'album est jouée dans un style très rapide, proche du picking. En public, cependant, Dylan se contente souvent de pincer les cordes, avec une rapidité similaire.

## Utilisations
La version chantée par Bob Dylan figure dans la Bande originale du film La Couleur des sentiments, sorti en 2011. Elle apparait aussi dans le générique de fin de l'épisode 13 de la première saison de la série Mad Men. Enfin, le morceau est repris par la chorale du Royaume d'Ezequiel dans l'épisode 2 de la septième saison de The Walking Dead.